# Licania oblongifolia
Licania oblongifolia är en tvåhjärtbladig växtart som beskrevs av Paul Carpenter Standley. Licania oblongifolia ingår i släktet Licania och familjen Chrysobalanaceae. Inga underarter finns listade i Catalogue of Life.